# Monumento a Carlos III el Noble (Pamplona)
El monumento a Carlos III el Noble es un monumento conmemorativo dedicado al monarca navarro Carlos III el Noble situado en Pamplona, capital de Navarra, en la Avenida Carlos III el Noble, junto a la Plaza del Castillo, al principio del Segundo Ensanche de Pamplona. Fue inaugurado el 8 de septiembre de 2004 coincidiendo con el 581º aniversario del Privilegio de la Unión (1423)y es una obra del escultor Francisco López Hernández, realizada en 2003.

## Ubicación
El centro urbano de Pamplona se abre hacia el sur la plaza del Castillo dando paso a la avenida Carlos III, columna vertebral del Segundo Ensanche de Pamplona. Muy cerca del Palacio de Navarra y del Teatro Gayarre, se levantó esta estatua del monarca mirando hacia el Casco Antiguo de Pamplona de cuya unión fue artífice aquel 8 de septiembre de 1423, justo dos años antes de fallecer (1425). 

## Contexto histórico
Rey cultivado e ilustrado, Carlos III el Noble, rey de Navarra entre 1387 y 1425, buscó antes la diplomacia y la paz como vías para estabilizar y prosperar en un reino que había padecido las aventuras beligerantes de su padre, Carlos II de Navarra, en cuyas empresas dedicó abudantes recursos de un modesto reino sin acarrear beneficio alguno. Le tocó vivir, y dirigir, un reino a caballo entre el siglo XIV y XV en una Europa marcada por las consecuencias políticas y económicas de la Guerra de los Cien Años (1337-1453), «el hecho más determinante que afectó a Inglaterra y Francia, pero también a todos los reinos cristianos peninsulares». Por contraste, cerradas ya las aspiraciones al trono francés, Carlos III se volvió su atención hacia Navarra y fomentó las relaciones con los demás reinos peninsulares.

Fue un gran mecenas y promotor del arte, bajo cuyo impulso surgieron obras como la nueva Catedral de Pamplona, tras el derrumbe de la anterior románica, el Palacio Real de Olite o el ya desaparecido de Tafalla. También bajo su mandato, imitando usos y costumbres de los grandes reinos vecinos (Inglaterra, Francia, Aragón o Castilla) instituyó el título de Príncipe de Viana (Tudela, 20 de enero de 1423) y el Principado de Viana para distinguir a los infantes herederos del trono navarro, siendo el primero su nieto Carlos de Viana. 

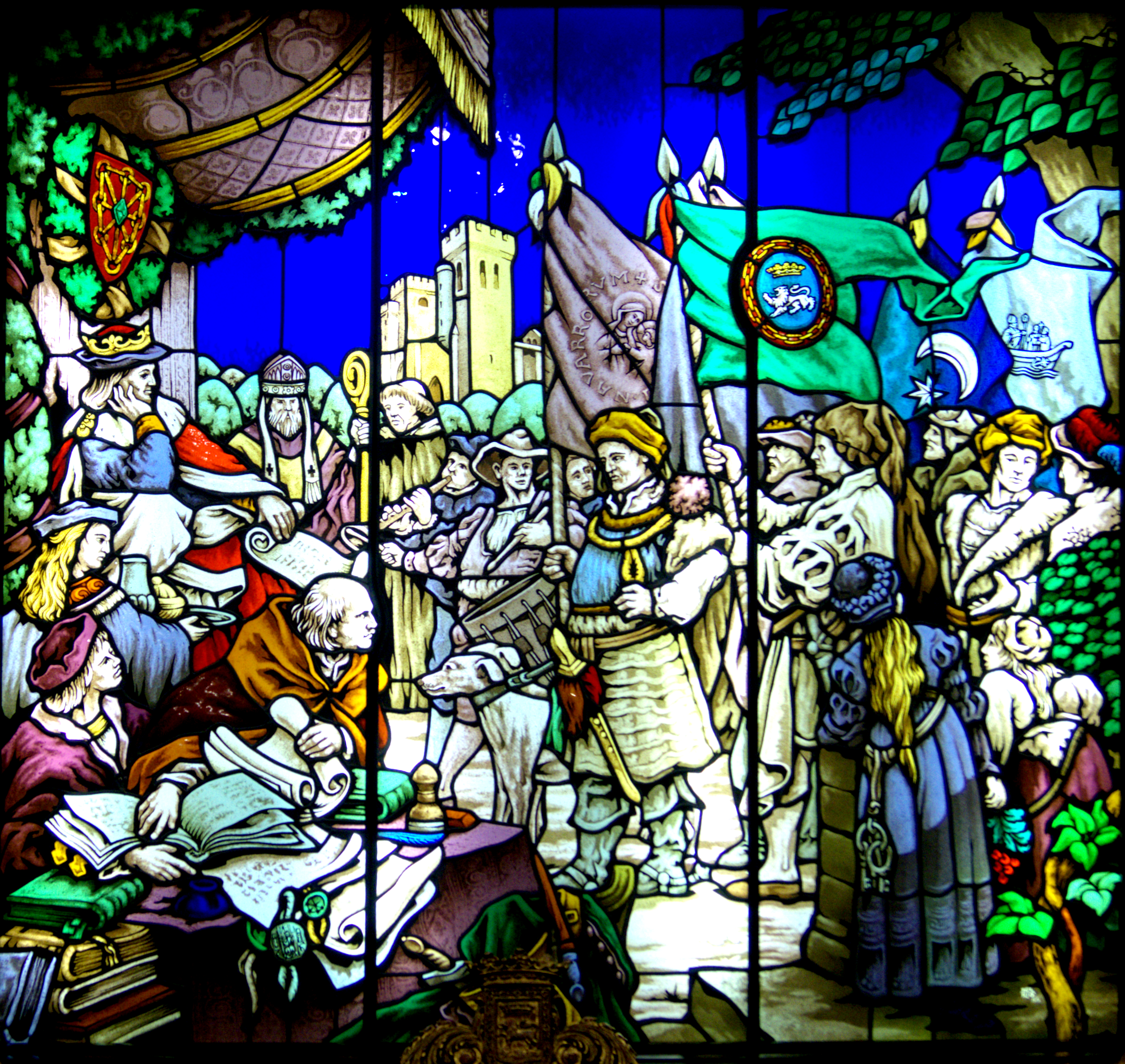
Privilegio de la Unión. Vidriera presidiendo el Salón de Plenos municipal de Pamplona, obra de Javier del Río (1995) Dos de los personajes intervinientes en la escena toman el rostro de sendos funcionarios municipales contemporáneos: Jesús Lorda Yoldi, secretario municipal entre 1990-2001 (escribiente) y Valentín Redín Flamarique, jefe de Protocolo (abanderado).

### Privilegio de la Unión (1423)
La historiadora María Ángeles Irurita Lusarreta (1928-2018) realizó, y publicó, su tesis sobre El Municipio de Pamplona en la Edad Media en 1959. Unos años más tarde, en 1988 y durante el Primer Congreso de HIstoria de Navarra, presentó una comunicación en la que afirmaba que fueron numerosos «los intentos de aproximación y las actuaciones conjuntas» entre los diferentes burgos, mientras que la historiografía previa se había focalizado en estudiar más «las facetas negativas de esas relaciones, los motivos de discordia». Para ello se basaba, y relacionaba, en ocho documentos que ya había publicado con su tesis doctoral. En el documento de fecha más temprana, 1266, se recoge una «Avenencia entre los jurados y concejos del burgo de San Cernín, de la Navarrería, de la población de San Nicolás y del burgo de San Miguel». Está fechado pocos años antes de la Guerra de la Navarrería y está elaborada y firmada «por la totalidad de las partes que formaban Pamplona.» En 1287 se firma otra avenencia pero fue ya tras la guerra mencionada, la Navarrería y San Miguel habían desaparecido y solamente firmaron «los jurados y concejos del burgo de San Cernin y de la población de San Nicolás.» Entre ambos documentos, además, hay notables diferencias también en lo relativo a su contenido: el primero era un simple tratado de paz y amistad –roto a los pocos años– y el segundo un acuerdo más elaborado entre dos partes que, al contrario del primero, permaneció en vigencia hasta 1423.
Con la recuperación de la vida en la Navarrería se retoman las relaciones con los vecinos y en 1327 «el alcalde y los 12 jurados de la Navarrería nombran procuradores para ponerse de acuerdo con los alcaldes y jurados del burgo de San Cernin y de la población de San Nicolás sobre la guarda de los términos de Pamplona»
Finalmente, ya en 1390, la avenencia de 1287 entra en tela de juicio al tener que dictar Carlos III ordenanzas para evitar las discordias entre el burgo de San Cernin y la población de San Nicolás estableciendo una única comunidad y universidad entre ambos para siempre.

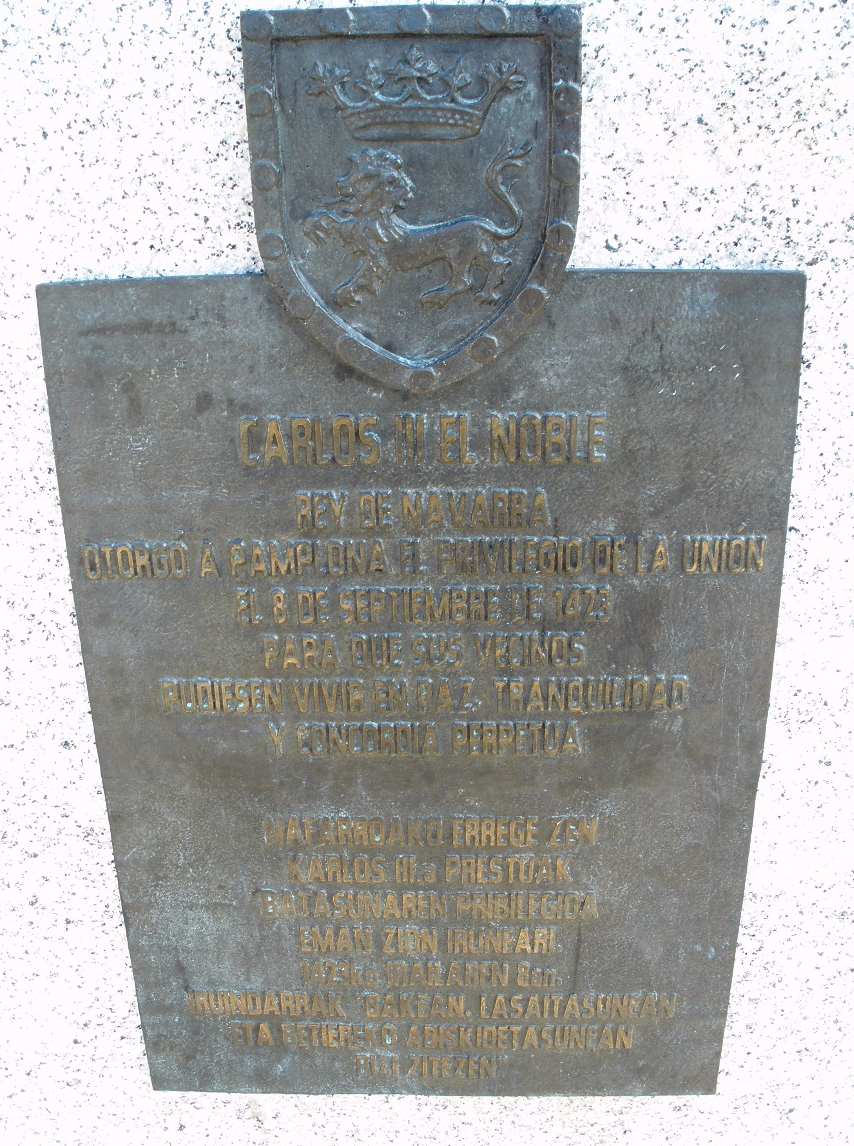
Placa del monumento a Carlos III el Noble (Pamplona)

## Descripción
El conjunto está formado por dos elementos claramente diferenciados: una escultura en bronce apoyada sobre un pedestal de granito en forma de prisma cuadrangular.
La pieza que representa al monarca está fundida en bronce a la cera perdida. La figura, de 2,10 m se muestra de pie, «en actitud de entregar el Privilegio de la Unión que porta en su mano derecha, en tanto que dobla la izquierda hacia el pecho con gesto solemne.»
En la placa metálica del pedestal, con el escudo de Pamplona en la parte superior, mirando hacia la Plaza del Castillo, se lee en español:
Carlos III el Noble

rey de Navarra

otorgó a Pamplona el Privilegio de la Unión

el 8 de septiembre de 1423

para que sus vecinos

pudiesen vivir en paz, tranquilidad

y concordia perpetua.

### Autor
Sobre el autor, Francisco López Hernández, destacar que representa a uno de los más genuinos artistas del realismo escultórico contemporáneo español en cuya obra de carácter figurativo crea una estatua cuyo rostro se inspira en el mausoleo gótico de Carlos III el Noble y Leonor de Castilla en la nave central de la Catedral de Pamplona. De este monumento funerario «toma detalles concretos como los rasgos del rostro o las flores de lis que adornan su indumentaria y corona, con el propósito de hacerlo más identificable y reconocible.» Como explica el historiador José Javier Azanza, «utiliza con enorme acierto los contrastes lumínicos para conseguir cierta expresividad mediante el juego de luces y sombras, que se suma al virtuosismo técnico y a su habilidad para modelar con absoluto verismo las texturas y calidades.»